# Aleksandr Wasilewski

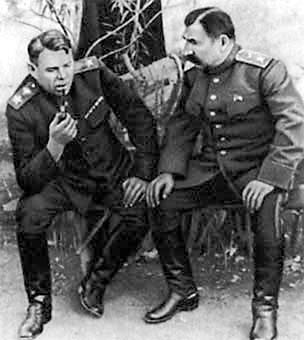
Aleksandr Wasilewski oraz marszałek Siemion Budionny w Donbasie w 1943 roku

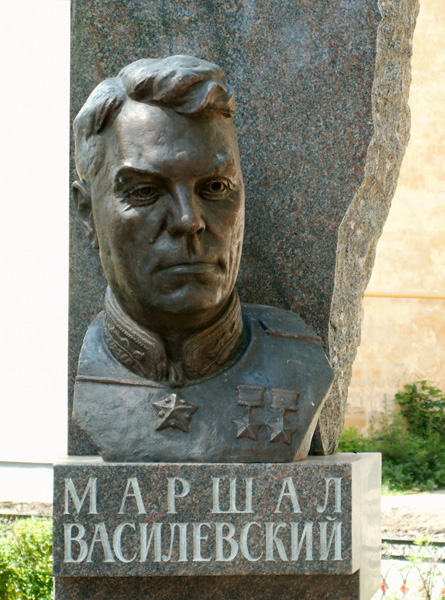
Pomnik marsz. Aleksandra Wasilewskiego w Winczudze, 2006 rok

Aleksandr Wasilewski (ros. Александр Михайлович Василевский, ur. 18 września?/30 września 1895 we wsi Nowa Golczycha, zm. 5 grudnia 1977 w Moskwie) – radziecki dowódca wojskowy, szef Sztabu Generalnego Armii Czerwonej w czasie II wojny światowej, marszałek Związku Radzieckiego (1943), minister obrony ZSRR (1949–1953), dwukrotny Bohater Związku Radzieckiego (1944, 1945), członek Komitetu Centralnego KPZR (1952–1961), deputowany do Rady Najwyższej ZSRR 2., 3. i 4. kadencji (1946–1958).

## Życiorys

### Dzieciństwo i młodość
Urodził się we wsi Nowa Golczycha k. Wiczugi w guberni kostromskiej (obecnie obwód iwanowski), jako czwarte dziecko w rodzinie duchownego prawosławnego i gospodyni domowej; miał siedmioro rodzeństwa. W 1897 – jako dwuletni chłopiec – wraz z rodziną przeniósł się do wsi Nowopokrowskoje, gdzie jego ojciec rozpoczął posługę w nowo powstałej cerkwi. W 1909 roku ukończył prawosławną szkołę podstawową, a następnie kształcił się w seminarium prawosławnym w Kostromie. Brał udział w proteście kleryków, sprzeciwiających się zakazowi ich wstępowania na uniwersytety, za co został wydalony z seminarium. Po częściowym spełnieniu żądań przez władze, na krótko powrócił do seminarium, ale dalsze studia przerwała I wojna światowa.

### I wojna światowa

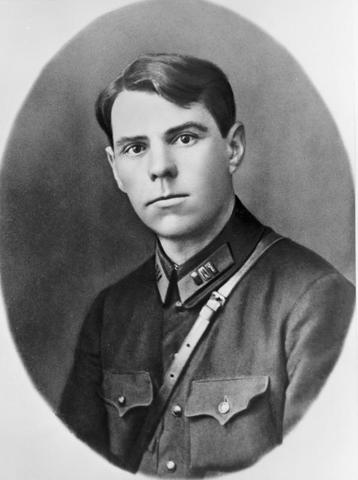
Aleksandr Wasilewski w 1928

Karierę wojskową rozpoczął w armii carskiej. Po ukończeniu przyśpieszonego kursu w Aleksiejewskiej Szkole Wojskowej w 1915 roku, w randze chorążego (praporszczyka), został skierowany na front. Początkowo dowodził kompanią, później pełnił obowiązki dowódcy batalionu, w 1917 roku uzyskując awans na stopień sztabskapitana. Po otrzymaniu informacji o wybuchu rewolucji październikowej porzucił służbę wojskową. W listopadzie 1917 roku udał się na urlop. Do czerwca 1918 roku pracował na roli, a następnie jako nauczyciel w kilku okolicznych szkołach podstawowych. Od kwietnia 1919 roku służył w Armii Czerwonej. Zmobilizowany jako tzw. wojenspec w czasie wojny domowej w Rosji przeszedł drogę od pomocnika dowódcy plutonu w 4 batalionie zapasowym, poprzez dowodzenie plutonem, kompanią i batalionem aż do pomocnika dowódcy pułku.

### Dwudziestolecie międzywojenne
Walczył między innymi w wojnie polsko-bolszewickiej. W latach 1920–1930 dowodził kolejno wszystkimi trzema pułkami strzeleckimi 48 Dywizji Twerskiej. 144 pułk strzelecki – uważany za jeden z najgorzej przygotowanych do okręgowych manewrów – w 1930 roku pod jego dowództwem zajął pierwsze miejsce, otrzymując jednocześnie wysoką ocenę końcową. Po reformie stopni wojskowych w Armii Czerwonej, w 1936 roku otrzymał stopień pułkownika.
W 1937 roku ukończył Akademię Sztabu Generalnego Sił Zbrojnych ZSRR i objął kierownictwo jednej z katedr, po aresztowaniu poprzednika w czasie czystki. W 1938 roku wstąpił do partii komunistycznej i otrzymał przydział do Sztabu Generalnego. Skutkiem wstąpienia do WKP(b) było zerwanie wszelkich kontaktów z rodzicami, blisko związanymi z Cerkwią Rosyjską, co ówcześnie nie było do zaakceptowania przez kierownictwo partii. Ponowny kontakt z rodziną w 1940 roku umożliwiła osobista propozycja Józefa Stalina.

### II wojna światowa
Aleksandr Wasilewski brał udział w planowaniu wojny zimowej. Od maja 1940 roku był zastępcą szefa wydziału operacyjnego Sztabu Generalnego, zaś od sierpnia 1941 roku szefem wydziału operacyjnego i I zastępcą szefa Sztabu Generalnego. Koordynował obronę rejonu Moskwy pod koniec 1941 roku i późniejszą kontrofensywę zimową. W maju 1942 roku na polecenie Józefa Stalina opracował plan, na podstawie którego przeprowadzono nieudaną kontrofensywę pod Charkowem. W czerwcu 1942 roku objął stanowisko szefa Sztabu Generalnego, a w październiku także stanowisko zastępcy ludowego komisarza obrony ZSRR. We wrześniu 1942 roku, wspólnie z Gieorgijem Żukowem zaplanował zimową ofensywę, w wyniku której Armia Czerwona odniosła zwycięstwo w Stalingradzie, odzyskała Kaukaz i odrzuciła daleko na zachód wojska niemieckie.
Efektem zwycięstwa pod Stalingradem była nominacja 18 stycznia 1943 roku na stopień generała armii oraz 16 lutego 1943 roku na marszałka. Było to wydarzenie bezprecedensowe, gdyż oba awanse dzieliło zaledwie 29 dni.
Kolejne sukcesy odniesione przy współpracy z Żukowem obejmowały zaplanowanie zwycięskich ofensyw pod Kurskiem w 1943 roku, letnią ofensywę tego roku oraz zimową i wiosenną ofensywę 1944 roku, wspólnie z Żukowem, koordynował działania frontów, które zniszczyły najsilniejszą z niemieckich Grupę Armii „Środek”. Do lutego 1945 roku koordynował działania trzech frontów na wschodnim i południowym wybrzeżu Bałtyku. W lutym 1945 roku został członkiem Kwatery Głównej Naczelnego Dowództwa (Stawka) i dowódcą 3 Frontu Białoruskiego, który zdobył Königsberg. W sierpniu 1945 roku został naczelnym dowódcą Armii Radzieckiej na Dalekim Wschodzie, gdzie zaplanował operację kwantuńską.

### Okres powojenny
Od 1946 do 1949 roku pełnił funkcję szefa Sztabu Generalnego, a od 1949 roku funkcję ministra obrony ZSRR. Po śmierci Józefa Stalina w 1953 roku stopniowo tracił wpływy. W latach 1953–1956 pełnił funkcję I wiceministra obrony ZSRR. Przez pięć miesięcy 1956 roku nie sprawował żadnej funkcji. Od 14 sierpnia 1956 do grudnia 1957 roku ponownie wiceminister obrony ZSRR. W styczniu 1959 roku został powołany na stanowisko Generalnego Inspektora Sił Zbrojnych ZSRR, na którym zakończył karierę wojskową, a służbę pełnił do śmierci.
Równolegle ze służbą wojskową działał w partii. Na XIX i XX Zjeździe KPZR został wybrany do Komitetu Centralnego. W latach 1952–1961 zasiadał w Komitecie Centralnym KPZR, a w latach 1946–1958 w Radzie Najwyższej ZSRR.
Zmarł 5 grudnia 1977 w Moskwie i został pochowany na cmentarzu pod murem kremlowskim na Placu Czerwonym.

## Publikacje
- Aleksander Wasilewski, Dzieło całego życia, Wyd. MON, Warszawa 1976.
- Aleksander Wasilewski, О dyscyplinie i żołnierskim wychowaniu, Woenizdat, Moskwa 1987.

## Awanse
- kapitan – 1917
- pułkownik – 1936
- kombrig (gen. bryg.) – 16 sierpnia 1938
- komdiw (gen. dyw.) – 5 kwietnia 1940
- generał major – 4 czerwca 1940
- generał porucznik – 28 października 1941
- generał pułkownik – 21 maja 1942
- generał armii – 18 stycznia 1943
- marszałek Związku Radzieckiego – 16 lutego 1943

## Ordery i odznaczenia
- Medal „Złota Gwiazda”[3][4] Bohatera Związku Radzieckiego (dwukrotnie: 29 lipca 1944, 8 września 1945)
- Order „Zwycięstwo” (dwukrotnie: nr 2 – 10 kwietnia 1944, nr 7 – 19 kwietnia 1945[5])
- Order Lenina (ośmiokrotnie: 1942, 1944, 1945, 1945[6], 1955, 1965, 1970, 1975)
- Order Rewolucji Październikowej (1968)
- Order Czerwonego Sztandaru (dwukrotnie: 1944, 1949)
- Order Suworowa I klasy (1943)
- Order Czerwonej Gwiazdy (1939)
- Order „Za służbę Ojczyźnie w Siłach Zbrojnych ZSRR” III stopnia (1975)
- Medal „Za obronę Moskwy”
- Medal „Za obronę Stalingradu”
- Medal „Za zdobycie Królewca”
- Medal „Za zwycięstwo nad Japonią”
- Medal 100-lecia urodzin Lenina
- Medal „Za zwycięstwo nad Niemcami w Wielkiej Wojnie Ojczyźnianej 1941–1945”
- Medal jubileuszowy „Dwudziestolecia zwycięstwa w Wielkiej Wojnie Ojczyźnianej 1941–1945”
- Medal jubileuszowy „Trzydziestolecia zwycięstwa w Wielkiej Wojnie Ojczyźnianej 1941–1945”
- Medal jubileuszowy „XX lat Robotniczo-Chłopskiej Armii Czerwonej”
- Medal jubileuszowy „30 lat Armii Radzieckiej i Floty”
- Medal jubileuszowy „40 lat Sił Zbrojnych ZSRR”
- Medal jubileuszowy „50 lat Sił Zbrojnych ZSRR”
- Medal „W upamiętnieniu 800-lecia Moskwy”
- Order Bułgarskiej Republiki Ludowej I klasy (1974, Bułgaria)
- Order Lwa Białego I klasy (1955, ČSR)
- Czechosłowacki Wojskowy Order Lwa Białego „Za zwycięstwo” I klasy (1945, ČSR)
- Krzyż Wojenny Czechosłowacki 1939 (ČSR)
- Wielki Oficer Orderu Legii Honorowej (1944, Francja)
- Krzyż Wojenny (1944, Francja)
- Order Wyzwolenia Narodowego (1946, Jugosławia)
- Order Partyzanckiej Gwiazdy I klasy (1946, Jugosławia)
- Order Flagi Narodowej I klasy (1948, KRLD)
- Order Suche Batora (dwukrotnie: 1966, 1971, Mongolia)
- Order Czerwonego Sztandaru (1945, Mongolia)
- Order Karla Marksa (1975, NRD)
- Krzyż Wielki Orderu Wojennego Virtuti Militari (1946, Polska)
- Krzyż Komandorski z Gwiazdą Orderu Odrodzenia Polski (1973, Polska)
- Krzyż Komandorski Orderu Odrodzenia Polski (1968, Polska)
- Order Krzyża Grunwaldu I klasy (1946, Polska)
- Wielka Komandorska Legia Zasługi (1944, Stany Zjednoczone)
- Rycerz Wielkiego Krzyża Orderu Imperium Brytyjskiego (1943, Wielka Brytania)